# جويل إنجل
جويل إنجل (بالإنجليزية: Joel S. Engel) (و. 1936 – م) هو مهندس من الولايات المتحدة الأمريكية . وهو عضواً في جمعية مهندسي الكهرباء والإلكترونيات، والأكاديمية الوطنية للهندسة .

## التعليم
تعلم في كلية مدينة نيويورك، ومعهد ماساتشوست للتكنولوجيا، وكلية تاندون للهندسة في جامعة نيويورك

## جوائز
حصل على جوائز منها:
- قلادة العلوم الوطنية الأمريكية في مجال التكنولوجيا والإبتكار (1994)
- ميدالية ألكسندر جراهام بيل من معهد مهندسي الكهرباء والإلكترونيات.